# Roznoșenske, Uleanovka
Roznoșenske (în ucraineană Розношенське) este o comună în raionul Uleanovka, regiunea Kirovohrad, Ucraina, formată numai din satul de reședință.

## Demografie
Componența lingvistică a comunei Roznoșenske
     Ucraineană (97,9%)
     Rusă (1,6%)
     Alte limbi (0,5%)
Conform recensământului din 2001, majoritatea populației comunei Roznoșenske era vorbitoare de ucraineană (97,9%), existând în minoritate și vorbitori de rusă (1,6%).